# Village of Tampico
Village of Tampico, informalment Tampico, — AFI /'taempIkou/ — és un village (una mena de localitat) a Tampico Township, al comtat de Whiteside, Illinois, Estats Units,  a tocar de Rock Falls i Sterling. Segons el cens del 2010 Tampico té una superfície total de 0.39 milles quadrades (1.01 km2) de terra ferma. Tampico es troba a uns 40 mi (64 km) a l'est-nord-est de Moline i aproximadament 110 mi (180 km) a l'oest de Chicago.  En el cens del 2010 el poble tenia una població de 790 habitants, en comparació amb els 772 del cens del 2000. És conegut per ser el lloc de naixement de Ronald Reagan, actor i 40è president dels Estats Units.

## Història
La zona que contenia el futur Tampico Township era un slough (aiguamoll). El 1852 hi arribaren els primers colons no aborígens. Tampico Township fou fundat el 1861. El 1863–64, la zona va ser drenada. El ferrocarril local CB&Q va entrar en servei el 1871 i va ser retirat a principis dels anys vuitanta. El juny de 1874, un tornado passà per la localitat destruint 27 edificis. El 1875 el poble de Tampico fou incorporat. .

## Demografia

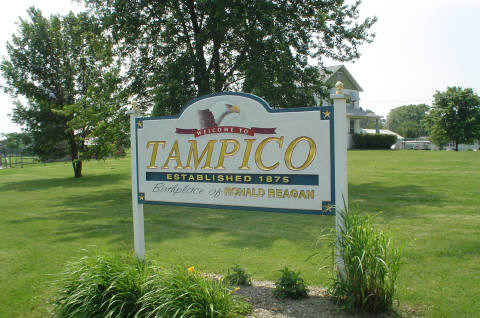
Rètol de benvinguda

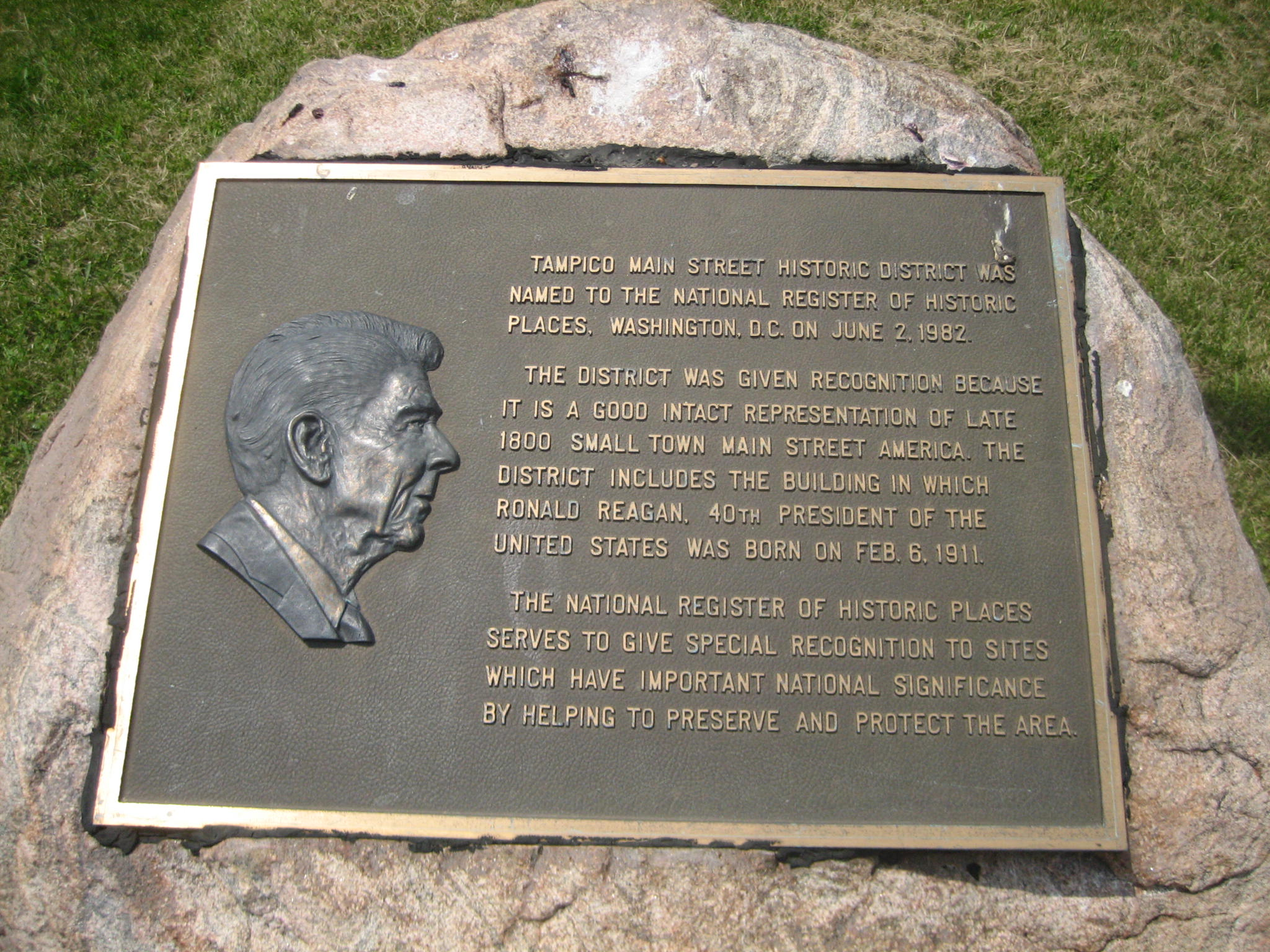
Placa del Registre Nacional de Llocs Històrics.

En el cens del 2000 a la localitat hi havia 772 persones, 292 llars i 205 famílies, resultant una densitat de població de 1,941.3 habitants per milla quadrada (749.5/km2). Hi havia 315 habitatges amb una densitat mitjana de 792.1 per milles quadrades (305.8/km2). El perfil racial del poble era d'un 99,74% blancs, un 0,13% d'altres races, un 0,13% de dues o més races i sense negres, nadius americans, ni illencs del Pacífic. L'1,55% de la població era hispana o llatina de qualsevol raça.
Hi havia 292 llars, en el 33,2% de les quals hi vivien menors de 18 anys, el 57,2% eren parelles casades vivint plegades, el 9,2% tenien una dona cap de família sense marit present i el 29,5% no eren famílies. El 24,7% de les llars eren ocupades per una sola persona i el 13,0% ho eren per una sola persona de 65 anys o més. De mitjana a les llars hi vivien 2,64 persones, augmentant a 3,10 en el cas d'habitatges ocupats per famílies.
La distribució per classes etàries era d'un 28,9% de menors de 18 anys, un 7,9% de 18 a 24 anys, un 26,2% de 25 a 44 anys, un 23,6% de 45 a 64 anys i un 13,5% majors de 65 anys. L'edat mitjana era de 36 anys. Per cada 100 dones, hi havia 102,1 homes. Per cada 100 dones de 18 anys o més, hi havia 102,6 homes.
La renda per llar mediana era de 40.221 dòlars i la renda familiar mediana era de 43.646 dòlars. Els homes tenien una renda mediana de 30.667 dòlars enfront dels 18.409 dòlars de la de les dones. La renda per capita del poble era de 14.467 dòlars. El 8,5% de la població i el 6,4% de les famílies estaven per sota del llindar de pobresa. Respecte al total de la població, el 10,2% dels menors de 18 anys i el 4,6% dels majors de 65 anys vivien per sota del llindar de pobresa.

## Educació
El districte escolar 3 de la unitat comunitària de Prophetstown-Lyndon-Tampico és el districte escolar públic.
L'escola luterana Christ, situada a la propera Sterling, acull estudiants de diversos orígens religiosos, des de Walnut fins a Milledgeville i des de Morrison fins a Dixon. Com a part de la xarxa més gran d'escoles protestants dels Estats Units, CLS ofereix educació per a estudiants des dels 3 anys fins al 8è grau.